# سيراف

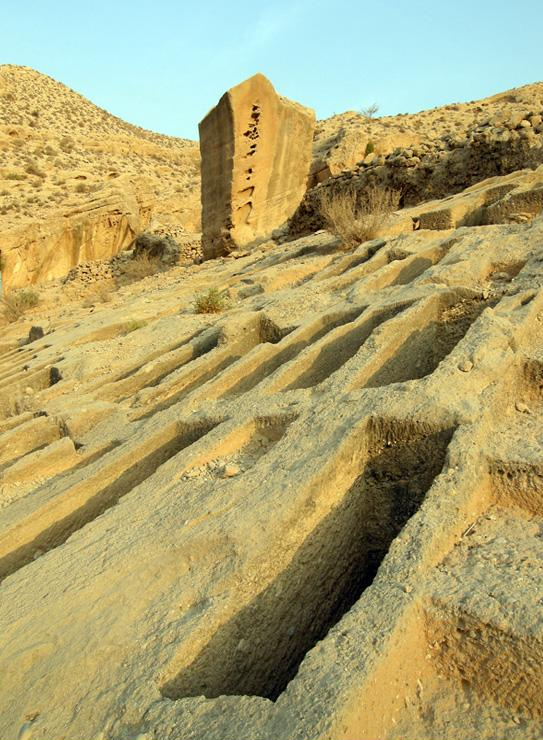
آثار قدیمیة في سیراف

سِيرَافَ الاسم الأقدم صيراف هي مدينة أثرية قديمة، تقع في محافظة بوشهر في جنوب إيران.
ذكره ياقوت الحموي في كتابه معجم البلدان سيراف: بكسر أوله، وآخره فاء، طولها تسع وتسعون درجة ونصف، وعرضها تسع وعشرون درجة ونصف. ومن أسمائها القديمة أيضاً يقال: (سیراب). يقال أن كيكاوس ملك الفرس لما حدّث نفسه بصعود السماء، صعد فلما غاب عن عيون الناس أمر الله الريح بخذلانه فسقط بسيراف، فقال: اسقوني ماء ولبناً، فسقوه ذلك، بذلك المكان فسمي بذلك لأن «شير» هو اللبن و«آب» هو الماء، ثم عُربّت فقلبت الشين إلى السين والباء إلى الفاء فقيل  سيراف ، وهي مدينة جبلية على ساحل بحر فارس. وينسب إلى سيراف أبو سعيد السيرافي.
لقد عرفت مدينة سيراف كواحدة من أهم المراكز التجارية في الشرق بحكم موقعها المتميز على ساحل الخليج العربي.
لقد بقيت مدينة سيراف تؤدي دوراً مهماً في حركة التجارة العالمية خلال القرنين الحادى عشر والثاني عشر الميلاديين إلى أن أغار عليها المغول ودمّروها.

## وصلات خارجية
- كوخرد حاضرة إسلامية على ضفاف نهر مهران